# Idol Songs: 11 of the Best
Idol Songs: 11 of the best è una raccolta del cantante britannico Billy Idol pubblicata in Europa nel 1988 e ristampata negli Stati Uniti nel 2001.

## Tracce
- CD (Chrysalis, CHR 1660,

1. Rebel Yell – 4:45
2. Hot in the City – 3:40
3. White Wedding – 3:30
4. Eyes Without a Face – 4:08
5. Catch my Fall – 3:43
6. Mony Mony – 4:00
7. To Be a Lover – 3:51
8. Sweet Sixteen – 4:14
9. Flesh For Fantasy – 3:47
10. Don't Need a Gun – 4:30
11. Dancing with Myself – 3:16

Durata totale: 43:24